# Rossmoyne, Western Australia
Rossmoyne är en förort till Perth i Australien. Den ligger i kommunen Canning och delstaten Western Australia. Antalet invånare är 3 062.